# Paulo Baier
Paulo César Baier, noto semplicemte come Paulo Baier (Ijuí, 25 ottobre 1974), è un allenatore di calcio ed ex calciatore brasiliano, di ruolo centrocampista, tecnico del Figueirense.

## Caratteristiche tecniche
Gioca come centrocampista, e segna con regolarità; dal 2007 figura nei primi posti della classifica cannonieri del campionato brasiliano.

## Carriera

### Club
Iniziò la sua carriera nel settore giovanile dell'Esporte Clube São Luiz di Ijuí (RS) con lo pseudonimo Paulo César. Per arrivare agli allenamenti, faceva autostop ogni giorno. Per quattro anni continuò così, fino a quando il club non gli concesse una sistemazione più comoda.
Nel Criciúma iniziò a essere notato da alcuni club, già con il soprannome Paulo Baier. Dopo due stagioni per il club di Santa Catarina, passò al Goiás Esporte Clube, dove grazie alle sue buone prestazioni si guadagnò un contratto con il Palmeiras.
Nel Palmeiras, nonostante la stagione non positiva del club, Paulo Baier riuscì a mettersi in evidenza nel periodo dopo la Copa, quando il club iniziò una risalita nella classifica del Campeonato Brasileiro Série A. Terminò la stagione come secondo miglior marcatore del club e, nel 2007, si impose come uno dei giocatori più in forma del club.
A causa di mancati pagamenti degli stipendi dei mesi precedenti, Baier si svincolò dal Palmeiras e tornò al Goiás.
Durante l'ultima stagione con la maglia del club di Goiânia, Paulo Baier fu uno dei migliori e il 9 novembre 2008, raggiunse il traguardo delle 200 partite con il Goiás nella partita contro il Náutico di Recife.
Il 5 gennaio 2009 si è trasferito allo Sport.
Nella successiva stagione del campionato brasiliano si è accasato all'Atletico Paranaense.

## Palmarès

### Club

#### Competizioni nazionali
- Campionato brasiliano di seconda divisione: 1

Criciúma: 2002
- Campionato Catarinense: 1

Criciuma: 1998
- Campeonato Pernambucano: 1

Sport: 2009

### Individuale
- Bola de Prata: 1

2004